# Rosemary Kennedy

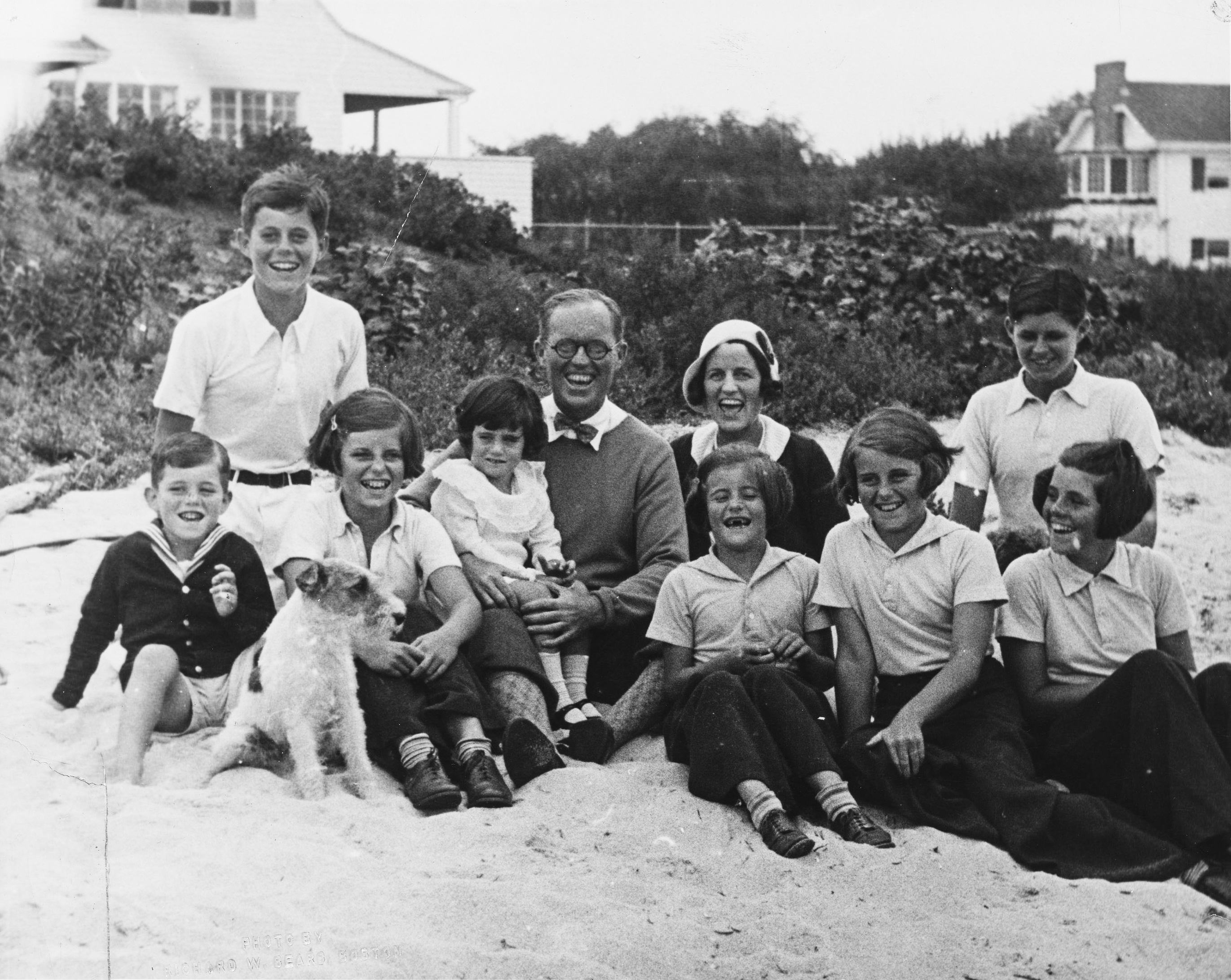
Rosemary Kennedy in 1931, rechts op de voorste rij

Rose Marie (Rosemary) Kennedy (Brookline (Massachusetts), 13 september 1918 – Fort Atkinson (Wisconsin), 7 januari 2005) was het derde van de negen kinderen van Joseph P. Kennedy en Rose Fitzgerald Kennedy, ze was hun oudste dochter.

## Jeugdjaren
Rosemary Kennedy had een intellectuele en een mentale achterstand, die volgens haar biografe Kate Clifford Larson het gevolg was van haar problematische geboorte. Omdat de dienstdoende arts niet onmiddellijk aanwezig kon zijn, wilde de verpleegster de bevalling zo lang mogelijk uitstellen, door moeder Rose te vragen haar benen dicht bijeen te houden. Tijdens de twee uur dat haar hoofd gekneld zat in de baarmoederhals liep Rosemary een ernstig zuurstofgebrek in de hersenen op. Al snel na haar geboorte bleek dat Rosemary zowel met een motorische als een mentale ontwikkelingsachterstand kampte. Rosemary had het als peuter moeilijk met kruipen, rechtop zitten en stappen en later als kind met schrijven, lezen en rekenen. Omdat haar ambitieuze en perfectionistische ouders haar leerproblemen maar moeilijk konden aanvaarden probeerden ze om hun dochter in een zo normaal mogelijke leeromgeving op te voeden en haar naar gewone scholen te sturen, zij het met de nodige bijscholing. Pas vanaf haar elfde werd ze naar een kostschool voor mentaal gehandicapte kinderen in Pennsylvania gestuurd. Tot 1938 stuurden haar ouders haar steeds weer naar andere privéscholen die diverse typen van speciaal onderwijs aanboden. Rosemary leed hierdoor aan angststoornissen en stress, verloor haar zelfvertrouwen en had vaak stemmingswisselingen en epilepsieaanvallen. Later werd aangenomen dat Rosemary niet achterlijk was maar een IQ had van ongeveer 90, niet erg laag, maar wel een groot contrast was met de rest van de hoogbegaafde en competitief ingestelde familie, die haar als langzamer en achterlijk bestempelde, hetgeen mede de oorzaak van haar depressies was.

## Verblijf in Engeland
Nadat vader Joe Kennedy op 17 januari 1938 door president Roosevelt werd benoemd tot Amerikaans ambassadeur in Groot-Brittannië en in februari zijn intrek had genomen in de Londense ambassadeurswoning aan Grosvenor Square, volgde in zijn kielzog het gezin Kennedy in het voorjaar van 1938 in drie afzonderlijke groepen naar Engeland. Na de gezamenlijke aankomst van Rosemary en haar jongere lievelingszus en vriendin Eunice in Engeland op 20 april 1938, maakte de 19-jarige Rosemary op 11 mei haar opwachting als debutante bij de Britse High Society op het jaarlijkse bal aan het Koninklijke Hof van Sint-Jakobus. Tijdens deze ceremoniële hoogmis van de Britse adel werden de nieuwe buitenlandse ambassadeurs, in casu haar pas benoemde vader Joseph, formeel geaccrediteerd door de Britse koningin. Dankzij de twee weken op voorhand herhaaldelijk ingestudeerde oefeningen in etiquette en protocol merkte niemand iets van haar fysieke en mentale handicap. Integendeel, aan de zijde van haar zus Kathleen en onder het waakzame oog van haar ouders slaagde de struise en onhandige maar onbevangen Rosemary er met haar stralende glimlach en in haar witte jurk van haute couturier Edward Molyneux er in om pers en publiek te charmeren en de reputatie van de familie hoog te houden. Een week later werd Rosemary door het jetset-magazine The Sketch zelfs uitgeroepen tot "de dochter van de vader van Amerika".
In de zomer van 1938 en 1939 bracht de ganse familie Kennedy de vakantie door in een gehuurde villa in Valbonne en Antibes, aan de Franse Rivièra. In Antibes raakte Rosemary, ondanks het leeftijdsverschil, goed bevriend met de eveneens sociaal geïsoleerde Maria Riva, de dertienjarige enige dochter van filmdiva Marlene Dietrich die toen in het naburige prestigieuze Hôtel du Cap-Eden-Roc haar zomerverblijf had en met wie vader Joseph in augustus 1938 een liefdesverhouding was begonnen. Maria Riva zou haar vriendin later omschrijven als "het beschadigde schaduwkind van een bruisende en scherpzinnige familie".
Gedurende bijna haar ganse leven kreeg Rosemary Kennedy van haar ouders het verwijt te horen dat ze te dik was en dringend moest afslanken. Wanneer ze tijdens de kerstvakantie van 1938 in Sankt-Moritz vier kilo bijkomt wordt ze door haar moeder gedwongen om - onder het strenge toezicht van gouvernante Elizabeth Dunn - alleen te eten en het dieet te volgen van de in die tijd erg populaire schoonheidsspecialiste Elizabeth Arden. Rosemary's permanente maar vergeefse strijd tegen de kilo's werd een pijnlijke obsessie en obstakel in haar levenslange hunkering naar de liefde en de waardering van haar ouders.  
In de herfst van 1938 werd de twintigjarige Rosemary toegelaten in Belmont House, een Engelse kostschool in Hertfordshire dat geleid werd door benedictinesse-non moeder Isabel. Op deze gemengde school, waar kinderen van alle leeftijden in een ongedwongen sfeer les krijgen volgens de non-conformistische Montessori-methode, bloeit Rosemary Kennedy helemaal open. Ze begeleidt er de kinderen en leert hen huishoudelijke klusjes zoals naaien en koken. De regelmaat, de rust en de natuurlijke omgeving geven haar zelfvertrouwen een boost. Uit haar dagboek en brieven aan haar vader blijkt dat deze periode de gelukkigste tijd uit haar leven was. Dankzij haar geestelijke vooruitgang mag Rosemary op 12 maart 1939 samen met het ganse gezin de pauskroning bijwonen van Eugenio Pacelli, die een oude vriend is van de familie Kennedy. Toch blijft ze volgens haar dominante en perfectionistische ouders rebels en onbeheersbaar. Haar ambitieuze ouders dromen van het Amerikaans presidentschap van een van hun zoons en willen vermijden dat het perfecte imago van de zeer katholieke Kennedy-familie zou worden besmeurd door een misstap van een zwakzinnige dochter.

## Terug naar de VS
Na de start van de Blitzkrieg in september 1939 keren moeder Rose en haar kinderen, opnieuw in drie verschillende schepen, terug naar de VS. Als laatsten van het gezin keerde ook Rosemary samen met haar vader eind mei 1940 terug naar huis. Maar de kinderlijke Rosemary mist thuis de rust en geborgenheid van de Montessori-school en kan niet aarden bij haar hoogbegaafde en energieke broers die haar pesten en uitsluiten van spelletjes en gesprekken. Rosemary voelt zich onbegrepen, wordt opstandig en krijgt (gewelddadige) woedeaanvallen. 
In juli 1941 mag ze als kinderbegeleidster deelnemen aan het Fernwood-zomerkamp in Berkshire County (Massachusetts) waar ze de meisjes helpt bij het knutselen en het aanleren en sportspelletjes. Wanneer het kampbestuur erachter komt dat Rosemary geen diploma heeft als pedagogische assistente wordt ze van het kamp weggestuurd. Enkele maanden later wordt ze door haar ouders naar St-Gertrude's in Washington D.C. gestuurd, een strenge kloosterschool voor zwakzinnige meisjes. Rosemary weet er 's nachts regelmatig te ontsnappen en ontmoet mannen in bars. De nonnen verwijten haar seksueel losbandig en door de duivel bezeten te zijn. Haar ouders vrezen dat ze zwanger wordt, een soa oploopt of wordt ontvoerd, wat een ramp zou betekenen voor de politieke carrière van John en Jack Kennedy.

## Lobotomie
Op 23 november 1941 onderging de 23-jarige Rosemary Kennedy, gedwongen door haar vader - een dergelijke drastische ingreep kon enkel gebeuren met de instemming van de vader of echtgenoot -, een prefrontale lobotomie. Een nieuwe, nog experimentele en toen al controversiële techniek van schedeltrepanatie. Volgens een nieuwe, onthullende documentaire (2018) van Patrick Jeudy was moeder Rose wèl, in tegenstelling tot wat eerder werd aangenomen, op de hoogte van deze verregaande ingreep, maar deed zij alsof ze van niks wist. De operatie mislukte volledig en de gevolgen waren dramatisch. Haar verstandelijke vermogens werden zo zwaar aangetast, dat Rosemary nog nauwelijks het IQ van een driejarige peuter haalde. Ze raakte verlamd aan haar arm en nek, kon niet meer zelfstandig eten of lopen, noch spreken en werd incontinent voor de rest van haar leven.
Onmiddellijk na de noodlottige ingreep werd Rosemary opgenomen in het Craig House Sanatorium, een psychiatrische privékliniek in de Hudson River Valley. Daar verbleef ze acht jaar in mensonterende omstandigheden (en blootgesteld aan fysiek en seksueel misbruik) en, op last van haar vader, in de grootste geheimhouding en zonder enige vorm van therapie of sociaal contact. Op voorstel van de met de Kennedy's bevriende kardinaal Richard Cushing - die vader Joe waarschuwde (of chanteerde?) dat het uitlekken van het familieschandaal de politieke carrière van de veelbelovende zoon John zou schaden - en na betaling van enkele miljoenen dollars door vader Joe, werd Rosemary Kennedy in 1949 overgeplaatst naar de St. Coletta School for Exceptional Children in Jefferson, Wisconsin. Ook daar leefde Rosemary als een kluizenaar, in een afgezonderd, speciaal gebouwd landhuis (The Kennedy Cottage) in het gezelschap van haar hond en verzorgd door twee nonnen, volledig geïsoleerd van haar familie en vrienden. Haar vader bezocht Rosemary niet in de instelling, haar moeder en zuster Eunice bezochten haar pas 20 jaar later wel geregeld. De toestand van haar zuster inspireerde Eunice om de Special Olympics op te richten, een sporttoernooi voor gehandicapten.
In de door moeder Rose Fitzgerald in 1974 gepubliceerde autobiografie Times to Remember wordt de naam van haar dochter Rosemary nergens vermeld. In een daaropvolgend interview beschouwt ze haar "achterlijke dochter" als "een geschenk van God, gegeven om haar moederliefde op de proef te stellen".

## Overlijden
Rosemary stierf op 7 januari 2005 op 86-jarige leeftijd een natuurlijke dood. Haar broer en drie zussen waren bij het sterfbed aanwezig. Ze was de vijfde van de negen kinderen die overleed, maar de eerste die een natuurlijke dood stierf.